# Fate: The Best of Death
Fate: The Best of Death (přeloženo do češtiny Osud: to nejlepší od Deathu) je kompilační album americké death metalové skupiny Death vydané roku 1992. Songy jsou převzaty ze čtyř studiových alb kapely:
- Scream Bloody Gore (1987)
- Leprosy (1988)
- Spiritual Healing (1990)
- Human (1991)

## Seznam skladeb
Pozn.: v závorce je uvedeno studiové album, ze kterého skladba pochází
1. "Zombie Ritual" – 4:32 (Scream Bloody Gore)
2. "Together as One" – 4:08 (Human)
3. "Open Casket" – 4:56 (Leprosy)
4. "Spiritual Healing" – 7:45 (Spiritual Healing)
5. "Mutilation" – 3:28 (Scream Bloody Gore)
6. "Suicide Machine" – 4:22 (Human)
7. "Altering the Future" – 5:36 (Spiritual Healing)
8. "Baptized in Blood" – 4:30 (Scream Bloody Gore)
9. "Left to Die" – 4:38 (Leprosy)
10. "Pull the Plug" – 4:27 (Leprosy)